# Tea for Three
Tea for Three is een Amerikaanse filmkomedie uit 1927 onder regie van Robert Z. Leonard. Destijds werd de film in Nederland uitgebracht onder de titel Thee voor drie.

## Verhaal
De zakenman Carter Langford is erg jaloers op zijn vrouw Doris, die te veel aandacht spendeert aan andere mannen en in het bijzonder aan de jonge vrijgezel Philip Collamore. Carter wil uiteindelijk zelfs met Philip kaarten om zijn vrouw. Aan boord van een oceaanboot kan Doris haar man zijn jaloerse plannen uit het hoofd praten.

## Rolverdeling
| Acteur            | Personage        |
| ----------------- | ---------------- |
| Lew Cody          | Carter Langford  |
| Aileen Pringle    | Doris Langford   |
| Owen Moore        | Philip Collamore |
| Phillips Smalley  | Harrington       |
| Dorothy Sebastian | Annette          |
| Edward Thomas     | Austin           |